# بهره‌وری نیروی کار

تولید ناخالص داخلی به ازای هر ساعت کار (درصد؛ ایالات متحده آمریکا = ۱۰۰)

بهره‌وری نیروی کار، میزان کالاها و خدماتی است که گروهی از کارگران در مدت زمان معینی تولید می‌کنند و یکی از چندین نوع بهره‌وری است که اقتصاددانان آنها را اندازه‌گیری می‌کنند. بهره‌وری نیروی کار را می‌توان برای یک سازمان یا شرکت، یک فرایند، یک صنعت یا یک کشور محاسبه کرد.
سازمان توسعه و همکاری اقتصادی (اوای‌سی‌دی) بهره‌وری را به عنوان «نسبت بین حجم خروجی و حجم ورودی‌ها» تعریف می‌کند. معیارهای حجم تولید معمولاً تولید ناخالص داخلی (جی‌دی‌پی) یا ارزش افزودهٔ ناخالص (جی‌وی‌اِی) هستند که با قیمت‌های ثابت بیان می‌شوند، یعنی با توجه به تورم تعدیل شده‌اند. سه معیار ورودی که معمولاً استفاده می‌شوند عبارتند از:
1. ساعات کار، معمولاً از پایگاه دادهٔ حساب‌های ملی سالانه اوای‌سی‌دی[۲]
2. مشاغل نیروی کار
3. تعداد افراد شاغل